# Giuseppe Elia (politico)

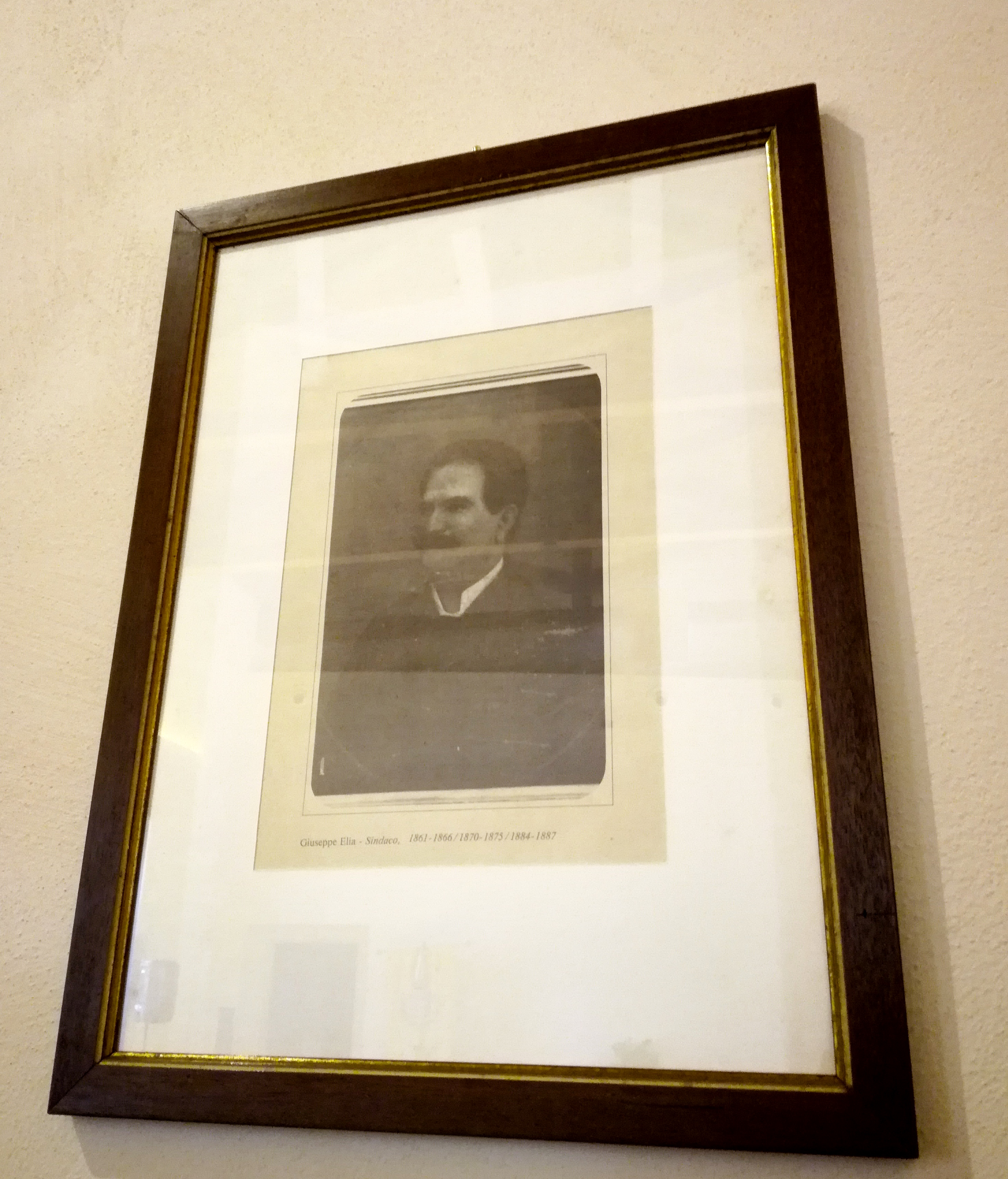
Giuseppe Elia, imprenditore e sindaco, foto del quadro esposto presso il salone dei Sindaci nel Castello Ducale di Ceglie e tratta dal libro Ceglie Messapica, una Città. Cronaca fotografica 1847-1947.

Giuseppe Elia (Ceglie Messapica, 4 febbraio 1821 – Roma, 30 maggio 1887) è stato un imprenditore e politico italiano, che ricoprì gli incarchi di sindaco e consigliere provinciale di Terra d'Otranto.

## Biografia
Nacque a Ceglie Messapica (BR) il 4 febbraio 1821, studiò da farmacista. Fu nella vita principalmente imprenditore agricolo e industriale nel settore olivicolo. A partire dal 1860, con piccole interruzioni, fino alla morte partecipò alla vita politica della provincia di Terra d'Otranto nel ruolo di consigliere provinciale eletto del mandamento di Ceglie Messapica di cui fu a lungo anche sindaco.
L'attività imprenditoriale nel settore agricolo, intrapresa con il padre Francesco, iniziò intorno alla metà del secolo ed ebbe il massimo riconoscimento tra il 1881 e il 1884. Infatti Giuseppe Elia, socio tra l'altro del Consorzio Agrario di Brindisi e della Camera di Commercio di Lecce, dopo aver fondato a Ceglie negli anni '70 dell'Ottocento, quello che fu definito a più riprese "il più grandioso stabilimento oleario dell'Italia meridionale", prese parte a più rassegne nazionali con i propri oli. Partecipò tra le altre: alla Mostra degli olii di Roma del maggio 1881, all'Esposizione Nazionale di Milano 1881 dove fu premiato con la medaglia d'oro e all'Esposizione di Torino del 1884 dove fu premiato per la qualità degli oli presentati e i progressi industriali dello stabilimento oleario e la medaglia d'argento per la produzione dei fichi. I succitati riconoscimenti nel settore agricolo in campo nazionale fecero crescere l'importanza di Elia tra gli imprenditori salentini e meridionale, infatti nel 1886, anche in qualità di sindaco di Ceglie Messapica, organizzò il "comizio per gli olii" tenutosi a Lecce il 25 ottobre 1886 dal tema: protezione degli oli d'oliva nazionali dalle alterazioni e dalle mescolanze estere dove intervennero numerosi imprenditori e politici.
Come riconoscimenti per attività imprenditoriale svolta, su proposta del Ministro dell'agricoltura, dell'industria e del commercio, Domenico Berti, gli furono conferite le onorificenze di Ufficiale nel 1882, di Commendatore dell'Ordine della Corona d'Italia dal 15 marzo 1886 e di Ufficiale dell'Ordine dei Santi Maurizio e Lazzaro nel 1883.
L'8 gennaio 1886 il ministro dell'agricoltura, Bernardino Grimaldi, fece visita a Ceglie Messapica; ospite del sindaco Giuseppe Elia, visitò tra l'altro lo stabilimento oleario definendo Elia un "intelligente industriale".
Da consigliere provinciale si impegnò per lo sviluppo agricolo del territorio e per il potenziamento e la costruzione delle linee ferroviarie secondarie del Salento convinto che le ferrovie avrebbero favorito lo sviluppo del territorio e il trasporto delle merci. Da sindaco di Ceglie si impegnò per l'ammodernamento della cittadina favorendo la costruzione di nuovi edifici pubblici tra cui il teatro, il macello comunale ed il carcere, ampliando la rete viaria urbana; fondò la prima scuola cittadina e fece istituire successivamente un corso di Agronomia.
Morì a Roma improvvisamente il 30 maggio 1887 dove si trovava per discutere presso il Ministero dell'agricoltura con altri imprenditori dei dazi sugli oli. Riposa nel cimitero monumentale del Verano a Roma.

## Lo Stabilimento Oleario
Lo Stabilimento Oleario fu costruito da Giuseppe Elia, tra gli anni '60 e '70 dell'Ottocento, lungo la strada per San Vito, a circa 300 metri dall'abitato dell'epoca, in quella che attualmente è una zona residenziale, ciò che rimaneva dello stabilimento fu infatti abbattuto negli anni '80 del Novecento.
Lo stabilimento fu il primo del Salento ad utilizzare macchinari di tipo industriale per la spremitura delle olive e un processo razionale di produzione, ciò permise, ad Elia, di aumentare notevolmente la quantità delle olive lavorate della singola stagione olearia (40000-50000 quintali anno dal 1874), diminuendo i costi di produzione migliorando anche la qualità degli oli.
Una parte dello stabilimento ospitò da prima una locomobile fissa Ruston Proctor da 12 cavalli vapore utilizzata per far funzionare le presse idrauliche, i torchi oleari a vite e il mulino aziendale. Nei primi anni '80 la forza motrice fu aumentata a 20 cavalli vapore portando la produzione di olio dello stabilimento ad oltre 5000 quintali l'anno.
Dopo la morte di Giuseppe Elia la gestione dello stabilimento passò al figlio Francesco che la condusse fino al 1907 quando dopo una crisi aziendale lo stabilimento fu venduto all'asta.